# Dark Space II
Dark Space II – drugi album szwajcarskiego zespołu blackmetalowego Darkspace wydany 19 listopada 2005 roku, ponownie za pośrednictwem wytwórni Haunter of the Dark w nakładzie 500 ręcznie numerowanych płyt CD. W 2006 wydawnictwo doczekało się reedycji, podobnie jak w przypadku debiutanckiego albumu, za pośrednictwem Avangarde Records.

## Brzmienie
W stosunku do dema oraz poprzedzającego albumu, produkcja uległa nieznacznej poprawie, wciąż jednak pozostając głębokim, nawet jak na standardy black metalu lo-fi. Pojawiło się więcej elementów doom metalu, brzmienie stało się głębsze, użyto także więcej ambientowych elementów, zarówno w przerwach między black metalowymi motywami, jak i równolegle z nimi samymi. Utwory przekroczyły 20 minut kosztem ich ilości. Album składa się z dwóch utworów utrzymanych w stylistyce kosmicznego black metalu. Pomiędzy nimi znajduje się ambientowe przejście zawierające samplowane fragmenty "The Early Years" Lady Deirdre Skye oraz "The Music of the Spheres" Barona Klim.

## Lista utworów
1. "Dark 2.8" – 23:39
2. "Dark 2.9" – 10:21
3. "Dark 2.10" – 20:09

## Twórcy
- Wroth - gitara elektryczna, wokale
- Zhaaral - gitara elektryczna, wokale
- Zorgh - gitara basowa, wokale